# Eldorado (Miranda)
Eldorado è il terzo singolo estratto dall'album di esordio di Miranda, Fiesta. È stato pubblicato nell'estate 2000 dopo il grande successo mondiale di Vamos a la playa, tormentone estivo del 1999, e di A la fiesta, secondo singolo estratto. Il brano riesce a farsi notare venendo inserito in numerose compilation dedicate alla musica dance.

## Tracce
1. Album Version – 3:43
2. Original Club Mix – 6:40
3. Ghost Radio Edit – 3:40
4. Ghost Club Mix – 5:10
5. Remix Edit – 3:41
6. Extended Remix – 5:54